# Skrzyżowanie torów w Orzeszu
Skrzyżowanie torów w Orzeszu – nieistniejące już skrzyżowanie torów kolejowych w Polsce (dawniej całkowicie zelektryfikowane) o prześwicie 1435 mm pod kątem 90 stopni.

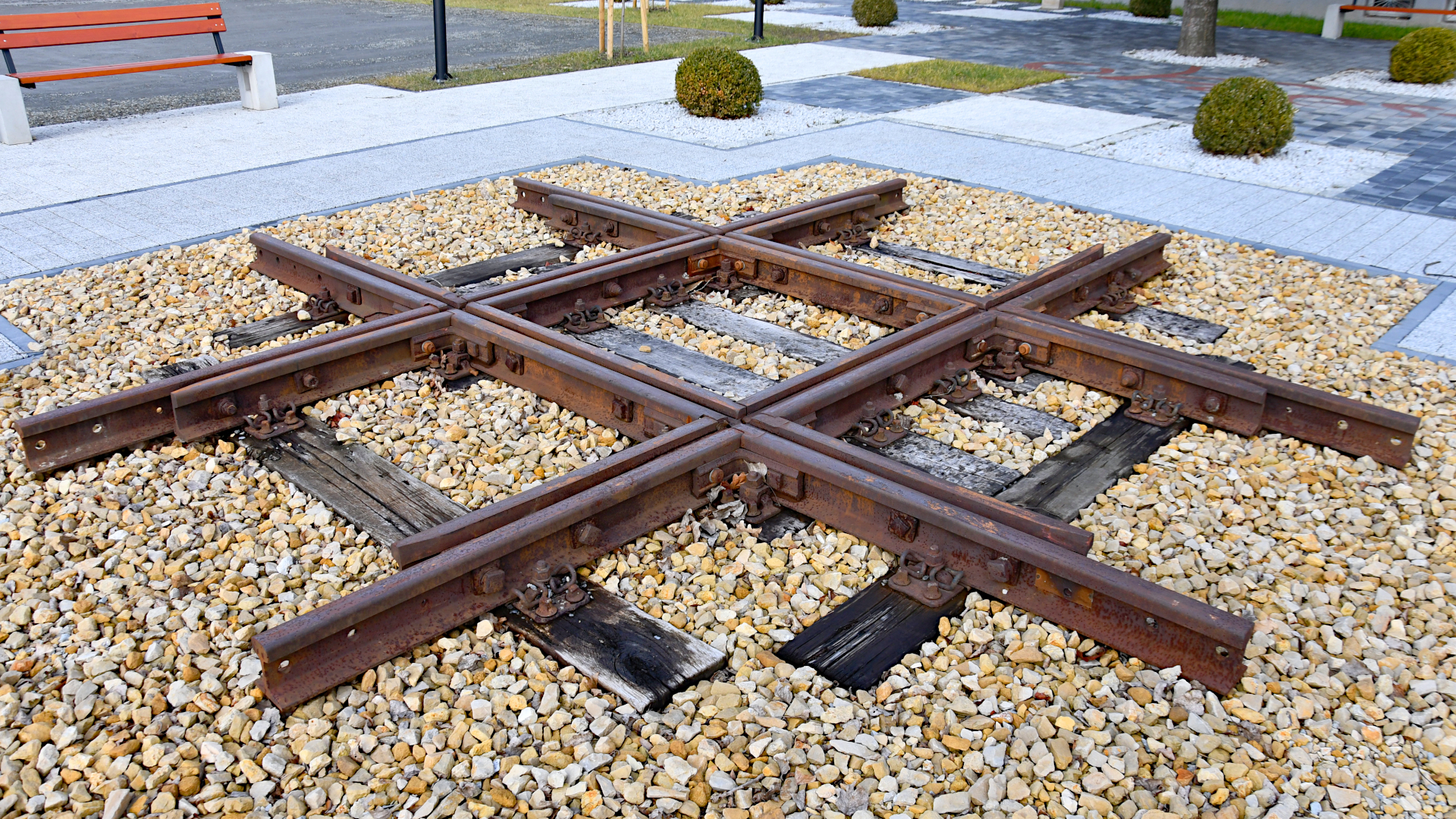
Skrzyżowanie torów umieszczone na skwerze koło urzędu miasta

Przecinały się tu dwie linie 169 (Orzesze Jaśkowice-Tychy) oraz 159 (Wodzisław Śląski-Orzesze). Skrzyżowania strzegł posterunek osłonny „Olszynka“. Od czterech stron wjazdu na skrzyżowanie strzegły semafory.
Skrzyżowanie powstało w 1884 roku, gdy spółka Kolej Górnośląska oddała do eksploatacji trasę z Orzesza do Żor. W odległości około 500 metrów od stacji Orzesze trasa ta krzyżowała się z wybudowaną w 1865 roku przez Towarzystwo Kolei Wilhelma linią łączącą Orzesze Jaśkowice z kopalnią węgla „Gotmintus“ (obecnie Kopalnia Węgla Kamiennego Bolesław Śmiały). W tym samym roku oddany został do użytku budynek posterunku osłonowego. Skrzyżowanie przestało pełnić swą rolę w 2001 roku, gdy zlikwidowana została linia kolejowa nr 159. W 2002 roku posterunek został zamknięty, a samo skrzyżowanie ostatecznie rozebrano w marcu 2010 roku. W 2019 skrzyżowanie torów zostało umieszczone jako pomnik na skwerze koło budynku urzędu miejskiego.

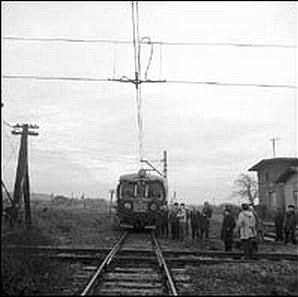
Zdjęcie skrzyżowania